# Otto Blixenkrone-Møller

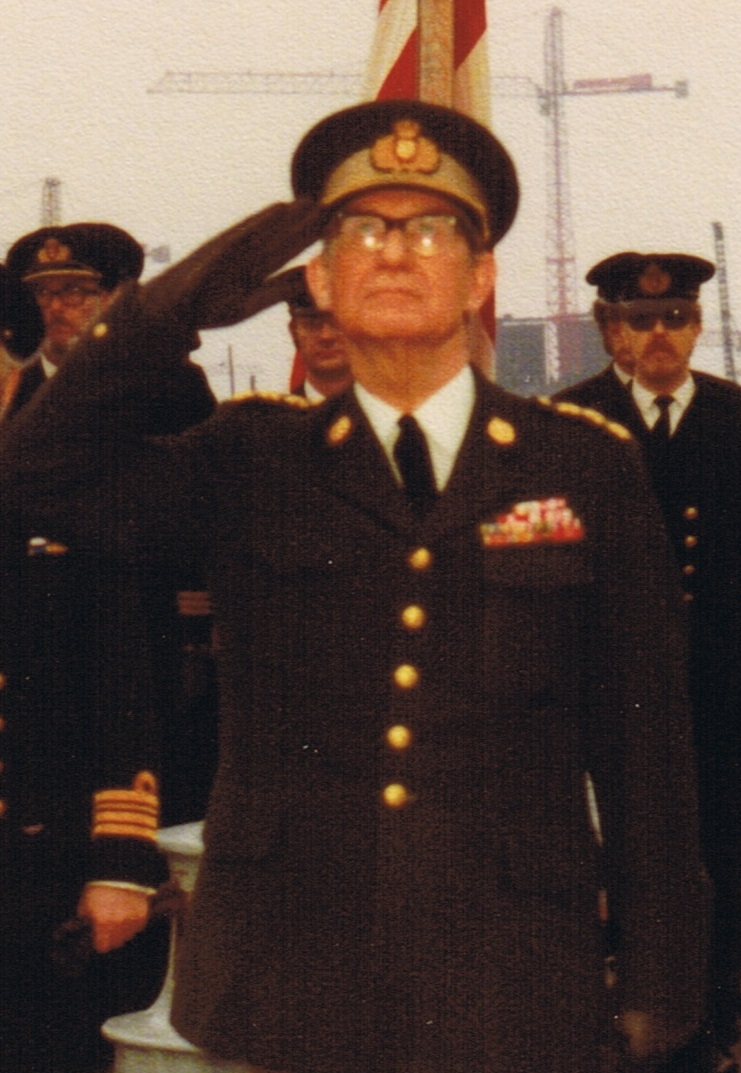
General Otto Blixenkrone-Møller (1977)

Otto Blixenkrone-Møller (* 27. April 1912 auf Agersø; † 26. Januar 2006) war ein dänischer Offizier und zuletzt General, der unter anderem zwischen 1967 und 1972 Chef des Heeres und zuletzt von 1972 bis 1977 als Verteidigungsschef Befehlshaber der Streitkräfte war.

## Leben
Otto Blixenkrone-Møller, Sohn des Grundbesitzers Herman Blixenkrone-Møller († 1957) und dessen Ehefrau Marie Kathrine, geborene Hansen († 1967), absolvierte zwischen 1936 und 1938 die Offiziersschule des Heeres (Hærens Officersskole) und diente bis zur deutschen Besetzung Dänemarks am 9. April 1940 im Heeresnachrichtendienst (Hærens Efterretningstjeneste). Er absolvierte von 1940 und 1941 ein Studium der Geodäsie am Geodätischen Institut (Geodætisk Institut) und war ferner Offizier der Königlichen Leibgarde (Den Kongelige Livgarde) sowie im Kriegsministerium (Krigsministeriet). Während der deutschen Besatzung engagierte er sich bis zum 5. Mai 1945 in der Widerstandsbewegung.
Nach Ende des Zweiten Weltkriegs absolvierte Blixenkrone-Møller zwischen 1946 und 1947 den Generalstabslehrgang und war nach einer zeitlich befristeten Erhebung in den Rang eines Oberstleutnants von 1951 bis 1953 zunächst Offizier im damaligen Hauptquartier der Allied Forces Northern Europe (AFNORTH) der NATO in Oslo sowie im Anschluss zwischen 1953 und 1956 Militärattaché an den Botschaften in den USA und in Kanada sowie Mitglied der dänischen Delegation bei der Ständigen Gruppe in Washington, D.C., wo 1955 auch seine Beförderung zum Oberstleutnant (Oberstløjtnant) erfolgte. Nach seiner Rückkehr übernahm er von 1956 bis 1959 den Posten als Bataillonskommandeur beim Fußregiment Falster (Falsterske Fodregiment) und anschließend zwischen 1959 und 1961 als Chef der Operationsabteilung des Heeresstabes (Hærstaben). Nach seiner Beförderung zum Oberst 1961 wurde er Kommandeur der Region IV und des Leibregiments Fünen (Fynske Livregiment).
Nach seiner Beförderung zum Generalmajor fungierte Otto Blixenkrone-Møller zwischen 1963 und 1967 als Chef des Heeresstabes (Chef for hærstaben) und löste nach seiner Beförderung zum Generalleutnant (Generalløjtnant) 1967 Generalmajor Valdemar Jacobsen als Chef des Heeres (Chef for Hærkommandoen) ab. Er bekleidete das Amt des Heereschefs, das ab dem 1. Januar 1970 die Bezeichnung Chef for Hæren trug, bis zum 30. November 1972, woraufhin Generalmajor Christian Vegger zum 1. Dezember 1972 neuer Heereschef wurde. Er selbst wurde am 1. Dezember 1972 zum General befördert und übernahm als Nachfolger von General Kurt Ramberg den Posten als Forsvarschef und war als solcher bis zu seinem Eintritt in den Ruhestand am 30. April 1977 Befehlshaber der Streitkräfte. Am 1. Mai 1977 wurde General Knud Jørgensen neuer Forsvarschef.
Otto Blixenkrone-Møller, dem der Titel Kammerjunker verliehen wurde, heiratete am 12. März 1938 Grethe Otto Blixenkrone-Møller, geborene Fenger (1914–?), Tochter von J. F. Fenger (1881–1934), Rechtsanwalt am Obersten Gericht (Højesteret), und der Hausfrau Edith Harriet Fenger, geborene Mygge.

## Hintergrundliteratur
- Ved forenede kræfter, Forsvarskommandoen, 2000, ISBN 87-988033-0-1